# デーモン小暮のオールナイトニッポン
デーモン小暮のオールナイトニッポン（デーモンこぐれのオールナイトニッポン）は、ニッポン放送の深夜放送・オールナイトニッポンの月曜日でデーモン小暮（現：デーモン閣下 当時、聖飢魔II）がパーソナリティを担当したラジオ番組。1987年4月6日 - 1990年5月14日に放送された。
当初はデーモン小暮「閣下」一人での放送であったが、中期以降は聖飢魔IIギタリストであるSgt.ルーク篁III世が番組に参加する。なお、ルークは『ゲスト』であったため番組の冠には登場しない。最終回ではデーモン小暮「閣下」がルークのゲスト出演回数記録をギネスに登録した方がいいのではと提案した。ただし、事実上のレギュラーであったため、話の上では後述のように「デモルク」のコンビ名が使われる事はあった。

## 放送時間
月曜1部 深夜 25:00-27:00（ニッポン放送をキーステーションに全国ネット）
なお本編の放送期間以外では、本番組スタート前に1986年8月14日木曜日のオールナイトニッポン第1部（当時、通常は『ビートたけしのオールナイトニッポン』を放送）でスペシャルパーソナリティとして出演、終了後にも1991年1月29日火曜日の同じく第1部（当時、通常は『とんねるずのオールナイトニッポン』を放送）に出演している。
この番組においてもデーモン小暮閣下独特の言い回しは貫かれており、番組開始終了時の提供クレジットの読み上げは「～以上各社の協賛で、東京千代田区有楽町ニッポン放送をキーステーションに全国32局（当時）ネットでお送りします（お送りしました）」を「送るものである（送ってやったものである）」であった。

## 主なコーナー
各コーナーがスタートした年ごとに掲載

### 1987年
いい味だしてる
世の中のいい味だしてる話や出来事を募集するコーナー。ここでいう「いい味出してる」とは、世の中に見られる奇妙なオブジェや人の変わった行動の面白さを指す。開始当初、一般人に関するネタや街ネタが多数寄せられたものの、デーモン閣下が「我輩が知らないことや、一般人の話を持って来られても、どこをどう面白がればいいのか分からん」と小言を述べたのをきっかけに、芸能人に関するネタが急増し、課題であった一般人ネタもレベルが徐々に向上。その後、芸能人ネタは「夜霧の横綱審議会」（後述）に分割され、一般的なネタは引き続き「続・いい味だしてる」として存続した。ネタの核心に迫るとき、「それは…な、な、なんと!」というフレーズが決まり文句になった。
コーナー冒頭、CM明けと同時に全国各地のいい味出してるお菓子（B級グルメ）を頬張り、咀嚼しながら「うん。これはなかなか、いい味出してるよね」などと感想を述べつつスタートするのが恒例。全国ミサツアー期間中に地方局から放送する際には、ご当地のお菓子が登場していた。
「職人気質物語」「情けない怪物たち」（それぞれ後述）の各コーナーが終了後にこのコーナーで職人ネタ、怪物ネタが読まれたことがあったが、その時に、これらのコーナーが終わっても「このコーナーでフォロー出来る」と話したことがあった（1989年7月31日放送）。
大相撲を666倍楽しむ方法
相撲ファンとして知られる閣下が相撲の楽しみ方やウンチクを語るコーナー。このコーナーは後に大徹の情報ネタのはがきで一杯になって“大徹のコーナー”と化し、後に「大徹さんがんばってねのコーナー」として独立。大徹ラップの製作、大徹本人のゲスト出演につながってゆく。
なお、このコーナーは2005年「デーモン小暮 ニッポン全国 ラジベガス」の月曜日最終回で一夜限りの復活を果たし「帰ってきた大相撲を666倍楽しむ方法」として放送された。
おまえにも始末書を書かせてやろうか
下述、1987年5月3日深夜の放送に起こった「交通情報始末書事件」がきっかけとなって出来たコーナー。最初はこの担当者についての内容のはがきを募集、間も無くして面白い始末書ネタを募集するコーナーに変わり、後に「こいつは始末書ものだ」という人物などを“密告”するという内容に変わった。最後は「いい味出してる」コーナーに吸収された。
無意味な特技コンテスト
1987年中に放送、番組初期のコーナー。第1回放送で最初に放送されたコーナーであり、この時はリスナーと電話をつないで行われた。
みんなで作ろうデーモンのアイドル本コーナー
1987年中に放送、番組初期のコーナー。デーモン閣下の、いわゆるアイドル本や写真集の企画を募集。実際に出版しようという目的があったが、最後は企画倒れのような形で終了した。
2時14分時間の狭間
この世とあの世の狭間の時間と言われている午前2時14分に突如始まっていたコーナー。この時間を迎えた場合は、どんなコーナーでも一時中断となる。最初は「怪談」でこのコーナーは進行されていたが、落ちのある内容の話が多くなっていた。後に「悪魔の早口言葉」のコーナーに変わり、ルーク参謀のオカマ口調の早口言葉が人気を博した。
カーネルサンダース岩井につづけ! 秘密諜報部員のコーナー
調査ネタを得意としていた、常連ハガキ力士の名を冠したコーナー。主な調査内容に「鳶職100人に聞きました」「山形県にマクドナルドは無いのか」など。しかし、次第に調査内容が過激化して来たことが元で終了となる。コーナーテーマ曲は『スパイ大作戦』のテーマ。
ヘヴィメタ観察日記
1987年の夏頃のコーナーで、「ヘヴィメタルの重低音は本当にハゲ頭に効くのかどうか」というのがこのコーナーの主な趣旨だった。共に髪が薄いという評判のあった、当時の現役力士・薩洲洋、当時の聖飢魔マネージャー・ジーザス原田もよくこのコーナーのネタにされていた。
真夜中の貢ぎ物大相撲トーナメント
番組に送られて来た貢ぎ物のおかしさで勝負を決める。口上文の面白さも審査対象になった。主な物に“胃袋の中に貯金”していた50円玉のX線写真、日本語離れした香港製ラジオの説明書、シェリーさんへの看板、琵琶法師ルークのプロマイド、などがあった。
このコーナーは20回放送されて1988年2月に終了。この後継コーナーが「夜霧の横綱審議会」である。
飛び出せクラブ活動
原田知世がゲストに来た時の1回だけのコーナー。
無責任のコーナー
自分の周りの、これは無責任だという奴を笑い飛ばそうというコーナー。オチの音楽にハナ肇とクレイジーキャッツの曲がよく流れた。
チョーちゃんの一人暮らしにさせないで
番組AD・菅原長一郎の恋人探しコーナー。当時、自分の両隣と一階下のそれぞれの部屋の住人がみんなスチュワーデスだったということから「どうやって彼女たちと仲良くなるか」ということの募集から始まった。テーマ曲はForeignerの「Say You Will」。
1998年冬季オリンピック招致ダービー
当時は長野市、旭川市、盛岡市、山形市の4都市で1998年冬季オリンピックの国内立候補地を争っていた頃。それに便乗し、それぞれの都市でオリンピックを行うとどうなるか、という予想を面白おかしく書いて送るコーナー。国内立候補地が長野市に決定したのとともに終了。トワ・エ・モワの『虹と雪のバラード』がこのコーナーのテーマ曲。
悪魔の世直し
色々な事物において、悪魔流に世の中を改悪するとどうなるかということを募集。このコーナーでは閣下は「小暮伝衛主水之介（こぐれでんえもんどのすけ）」を名乗り、リスナーにはネタと合わせて、依頼の代わりとする袖の下をどうするかを書かせていた。コーナーテーマ曲は「必殺仕事人V」のテーマ。
全日本表彰状グランプリ
「真夜中の貢ぎ物大相撲トーナメント」に「よい二年生」の賞状が届き、これがウケたのがきっかけで始まったコーナー。あらゆるおかしな文面、内容の賞状を募集していた。
情けない怪物たち
古今のヒーロー物に登場した変な怪人・怪獣・悪者を報告してもらうコーナー。ヒーロー番組のパロディなどの寸劇から入り（のちに、その寸劇のネタをリスナーから募集するようにもなった。）、その後に特撮ヒーロー番組の主題歌（他にもモノクロアニメ版の怪物くんの主題歌）を流してコーナーに入るというパターン。特に『秘密戦隊ゴレンジャー』の敵怪人がよく登場した。また『おはよう!こどもショー』中のミニ特撮ドラマ『行け! 牛若小太郎』の妖怪も紹介されている。中でも1988年1月25日（エース・ライデンの両名が乱入した、北海道での放送日）に紹介された“おしり つねつね妖怪”や、他にも怪物ではないが『がんばれ!!ロボコン』のロボペケがこのコーナーに登場したのがきっかけで、番組中に『パアなのら』というようなフレーズが一時期流行ったり、同じくこのコーナーで紹介された『超神ビビューン』のヒーローの一人、バシャーンが他のコーナーでもネタにされたりしたことがあった。
プールバー開店情報
当時流行ったプールバーのうち笑えるものを募集していた。ブームが去った後を見越したプレハブ建築のもの、戦中が体験できるバーなどが紹介された。

### 1988年
職人気質（かたぎ）物語
毎回、各地方の名物親父やクセのある職人さんの話をリスナーから募集。紹介された親父（棟梁【とうりょう】）について、おもしろおかしく評論するコーナー。人気のあった名物コーナーである。これがきっかけで、『なぁ～～にぃ～!?』『こうだぁ!』『帰（けぇ）れ!』などの職人風の口癖が番組中に流行る（この後もしばらくは、特に親しいゲストの出演が終わって送り出す時に閣下が『けぇれ!』と言っていたことがあった）。主にコーナーテーマ曲として流れていたのは村木賢吉の「おやじの海」。
夜霧の横綱審議会
芸能人・著名人の変な言動を集めて競わせ、番付を付けていくコーナー。前述の「真夜中の貢ぎ物大相撲トーナメント」終了後の後継コーナーとして、大相撲の要素を継いで1988年2月スタート。それまでの「いい味だしてる」コーナーで読まれた有名人ネタを元に最初に作られた番付は、大関:丹波哲郎、関脇:泉谷しげる、小結:立花理佐、前頭筆頭:ガッツ石松（「横綱は最初からなくていいし、よっぽどのことがない限り上げない」という閣下の意向で、最初は横綱は空位だった）。そして最終的な番付上位は、横綱に丹波哲郎、ジャイアント馬場、菊池桃子。大関に泉谷しげる、アントニオ猪木、相田翔子（Wink）となった。なおコーナー初期で蛮勇を振るった近藤智子（BaBe）は関脇に。丹波については、当初無敗と思われていたが1988年7月から8月にかけて3連敗し、“2ヶ月休場”の裁定が下されたことがあった。
勝敗決定時にルーク参謀が「決まり手」を読み上げるのが慣例だった。また、このコーナーの冒頭では、閣下が声を演じた「生方藤兵衛」の「ラジオ桟敷の前の皆さんこんばんは」から始まることが恒例だった。
夜霧の横綱審議会最終番付
（月刊ラジオパラダイス 1990年7月号「デーモン小暮のオールナイトニッポンさよなら特集」（17ページ）掲載のものによる）
| 勝敗    | 東                         | 地位     | 西                   | 勝敗    |
| ------- | -------------------------- | -------- | -------------------- | ------- |
| 37勝6敗 | ジャイアント馬場           | 横綱     | 丹波哲郎             | 22勝8敗 |
| 12勝3敗 | ラ・ムー菊池桃子           | 張出横綱 |                      |         |
| 14勝7敗 | 泉谷しげる                 | 大関     | アントニオ猪木       | 8勝6敗  |
| 7勝9敗  | Wink相田翔子               | 張出大関 |                      |         |
| 4勝3敗  | 長嶋茂雄                   | 関脇     | BaBe近藤智子         | 3勝2敗  |
| 4勝1敗  | 橋田壽賀子                 | 小結     | 浅香唯               | 3勝2敗  |
| 2勝7敗  | 林真理子                   | 前頭一   | 立花理佐             | 2勝7敗  |
| 2勝0敗  | 泉アツノ                   | 前頭二   | 横山やすし           | 2勝0敗  |
| 2勝2敗  | 河島英五                   | 前頭三   | ガッツ石松           | 2勝1敗  |
| 1勝3敗  | 安部譲二                   | 前頭四   | 加山雄三             | 1勝3敗  |
| 1勝3敗  | Wink鈴木早智子             | 前頭五   | 井上陽水             | 1勝2敗  |
| 1勝2敗  | 山瀬まみ                   | 前頭六   | 宍戸開               | 1勝2敗  |
| 1勝2敗  | 西村知美                   | 前頭七   | 淡谷のり子           | 1勝2敗  |
| 1勝2敗  | 久保田利伸                 | 前頭八   | 吉川晃司             | 1勝2敗  |
| 0勝3敗  | 吉幾三                     | 前頭九   | 大洋遠藤投手         | 1勝1敗  |
| 1勝1敗  | デーブ・スペクター         | 前頭十   | 大竹まこと           | 0勝2敗  |
| 0勝2敗  | チェリッシュ松崎えっちゃん | 前頭十一 | C-C-B田口            | 0勝2敗  |
| 0勝2敗  | 古舘伊知郎                 | 前頭十二 |                      |         |
| 1勝0敗  | 東京マリーこと水前寺清子   | 十両一   | 若松市政マネージャー | 1勝0敗  |
| 1勝0敗  | 中曽根康弘                 | 十両二   | 渡辺徹               | 1勝0敗  |
| 1勝0敗  | 山口美江                   | 十両三   | ちあきなおみ         | 1勝0敗  |
| 1勝0敗  | アグネス・チャン           | 十両四   | 田子ノ浦親方         | 1勝0敗  |
| 1勝0敗  | 中日小松投手               | 十両五   | 北島三郎             | 1勝0敗  |
| 1勝0敗  | 石坂浩二                   | 十両六   | 倉持アナウンサー     | 1勝0敗  |
| 1勝0敗  | 薬丸裕英                   | 十両七   | 酒井法子             | 1勝0敗  |
| 1勝0敗  | 石田純一                   | 十両八   | 藤田朋子             | 1勝0敗  |
| 1勝0敗  | 藤谷美紀                   | 十両九   | 小林千絵             | 1勝0敗  |
| 1勝0敗  | 畠田理恵                   | 十両十   | 南野陽子             | 1勝0敗  |

悪魔の夏期講習
1988年7月限定で放送のコーナー。ロンドン出身のポップ・デュオ、ブルー・メルセデスのメンバーが登場し、アメリカ英語とイギリス英語の違いや、英語のスラングを紹介していた。
1990年大河ドラマ誘致合戦
1990年のNHK大河ドラマの主人公はぜひうちに、と各地域のリスナーがご当地の歴史上の有名人と、もし大河ドラマを誘致できた場合の名所・名物などを面白おかしく提案してもらうコーナー。コーナーオープニングには、歴代のNHK大河ドラマのオープニングテーマ曲が流れた。
このコーナーの冒頭では主に、最初は生方藤兵衛が「NHK地方部地域振興課課長」として登場、その後生方の部下（という設定）の「ぬらりひょん吉」が後を継いで同課長に就任したという形で登場し、「NHKを見ながらニッポン放送をお聴きの皆さんこんばんは」から始まることが恒例だった。
なお、このコーナーで渋沢栄一ネタが採用されて読まれたことがある（番組本『デーモン小暮の試験に出るぬらりひょん』の132 - 133頁にも掲載）。結局これは1990年の大河ドラマ（この年の作品は『翔ぶが如く』）には実現しなかったものの、本番組終了から31年後の2021年に『青天を衝け』で渋沢主人公の大河ドラマが実現することになった。
『1998年冬季オリンピック招致ダービー』の後継コーナー。
人のふんどしで私利福（しりふく）の会
タレントショップが流行していた当時、聖飢魔IIも自分たちの店を出そうとそのアイディアと店を造る候補地を募集していたコーナー。のちにこの企画から「ぬらりんハウス」という店が実現する。なお、あえてこのコーナー名はどういう漢字で書くかという事を教えておらず、はがきの宛先の面にはこのコーナー名を間違えて書いている物が続出、中には「他人のケツでケツふく係」という物もあった。コーナーテーマ曲はトニー谷の「そろばんチャチャチャ」。
栄光のヌラリンピック
ソウルオリンピックがちょうど行われていた頃にやっていたコーナー。おかしな競技の情報とヌラリンピックで行う競技の案を募集していた。実際にこの企画を番組中に行うことも目指していたようだが実現しなかった（その代わり「ヌラリュージョン」が行われている）。男子アーティスティックスイミングも、当時は男子新体操などと共にこのコーナーで笑いのネタにされることが多かった。
ピーターの曲「人間狩り」が主なコーナーテーマ曲だった。また、このコーナーの冒頭にも、ぬらりひょん吉が主に登場していた。
ぬらりひょん短期大学 新講座・新講師案内
「この有名人をこの学部のこの学科の講師に是非」という推薦文を募集するコーナー。
あなたのお名前なんて～の
1988年9月スタート。当時はCI戦略を新たにするため、社名を変更する企業などが多くなっていた時代。これに便乗して、「何々の名が何々に変わりました」という形式のネタを「ウィークエンダー」風にクインシー・ジョーンズ「鬼警部アイアンサイド」のテーマに乗せて紹介していた。コーナーテーマ曲はトニー谷の「あんたのお名前なんてーの」。
入門書倫理調査団 通称『にゅーりん』
昔のハウトゥ本や指南書に書いてある、時代錯誤な内容を募集するコーナー。大正時代や昭和初期のかなり古い本も送られて来たことがあった。このコーナーで紹介されたファッション指南書にあった「ジャケットに家紋を縫い付けてオシャレ度アップ」という内容から、のちのノベルティとなる紋所シールが誕生することになる。コーナーテーマ曲は「七人の刑事」のテーマ。
軽音楽アワー（マンボ編・ソウル編）
昔流行したマンボにまつわる親の話や変なマンボの曲を紹介するコーナー。『入門書倫理調査団』のコーナーにマンボの入門書のネタが届いたのをきっかけに、これから派生する形で1988年12月5日から放送されていた。「お昼になりました。軽音楽アワーの時間です・・・」で始まるのが恒例。スペシャルウィークで「マンボといえば！」ということで旗照夫と殿さまキングスをゲストに呼び、閣下は大喜びしてセッションで『なみだの操』の替え歌を歌った。コーナーテーマ曲には、最初はソフィア・ローレンの歌う『マンボ・バカン』、ディレクターが中山千彰に交替後はゴールデンハーフバージョンの同曲に変わっている。ソウル編に変わってからは、『ラジオ体操第1』や川崎麻世の歌う『巨人の星』主題歌『行け行け飛雄馬』のディスコミュージックバージョンなど、変わった曲を流すコーナーとなっていた。

### 1989年
おれん家コネクション
中山ディレクターになってからのスタートで、リスナーの有名人コネ自慢コーナー。「祖母の従兄弟がハマコー」など本人がまず知らないであろう遠縁が多かった。なおこのコーナーは3パートに分かれており、パート1が前述のようにコネ自慢、パート2は「自分の願望をかなえてくれるコネのある人いませんか」という特にコネのないリスナーからのお願いを募集、パート3はそのお願いに答える、という構成だった。
月曜ナイトスクリーン
1989年4月スタート。主に「～物語」というタイトルで、映画の予告編風の文章を募集するコーナー。
平成一のキャッチコピー
1989年4月スタート。既成のキャッチコピーと「その平成版」として創作したおかしなキャッチコピーを合わせて紹介する。コーナーテーマ曲は野沢直子の「おーわだばく」。
東スポを越えろ!早刷り一発!
東京スポーツ風の大げさな見出しと記事を募集。見出しを読んだ後に「ちゃ～ら～ら～ら～ら～、あるあるある!」という、男性の声の効果音が流れた。コーナーテーマ曲はなぎら健壱の「ラブユー東京スポーツ」。
悪魔の保護団体
今にも絶滅しそうな流行、事物を保護するためのおかしな対策を考えるコーナー。演説風にネタを読んでいた。コーナー冒頭には加藤保憲（嶋田久作）の「みんな守ってやる」というセリフと、ちゃんちゃこの曲「空飛ぶ鯨」が流れた。
口説き文句も忘れずに
その地元ならではのデートコースと、方言丸出しの口説き文句を募集するコーナー。コーナーテーマ曲は荒井由実の『中央フリーウェイ』。
悪魔の流行通信 全国カジュアル図鑑
それぞれ「～カジ」という呼び方で、変なファッションやカジュアルの情報を募集していた。
あの時君は若かった
リスナーや、その親の若い頃の面白おかしい話を紹介していた。コーナーテーマ曲はザ・スパイダースの『あの時君は若かった』。
パンストを脱がせたい女
世にばっこするバカ女どもを吊し上げるコーナー。リスナーからの投稿ハガキは「…中山ディレクター、こんなヤツをどうしたらいいでしょうか?」という問い掛けで締められるのが通常であり、それに対して中山ディレクターの「天誅下してやるー!」「許してくださいと言えー!」「メッタ刺しだー!」「イソギンチャクを見せてやるー!」「水商売の基礎を教えてやるー!」「旗照夫の歌を聴かせてやろう!」「よし、俺と飲もう!」「どうもこうもねぇーやー!」などのお言葉が流されるのが決まりごとであった。なお、逆恨み的な投稿に対しては「ハガキを書いたおまえの方が悪いー!」というお言葉が流されることもあり、同一投稿者が3回も「おまえの方が悪いー!」と言われた例もある。
中山ディレクターはどんなにヒドイ男か
中山ディレクターが過去に実際に起こした「ヒドイ出来事」のキーワードをいくつか提示し、それに対してリスナーが「中山ディレクターがどんなヒドイことをしたのか」を類推して作文してくるコーナー。
あなたの隣の中山さん

悪魔で生ラジオ
「朝まで生テレビ!」風に毎週「どうするどうなる○○○○」のテーマを決めて、変なパネリストとおかしな言動のネタを募集するコーナー。パネリストはリスナーの推薦という形で登場。和田勉などパネラーは全て閣下が物真似をしていた。
ゴジラCMグランプリ

月曜オールナイトCMグランプリ
閣下が特別出演した映画「ゴジラvs.ビオランテ」の封切に合わせて、同映画のラジオCMをリスナーに考えてもらう特別コーナー（賞金10万円コース）。「クッキング編」と「関西弁編」が入選し、実際にラジオCMが製作された。また同時に「相手は来る者拒まず編」として、vsビオランテに限らないフリーテーマのネタ投稿パートも併設されていた。なお、ゴジラCMが終了した後も、これを継承する形であらゆる「○○印の××」という形式でのCMネタを募集した『月曜オールナイトCMグランプリ』が最終回直前まで放送されていた。

### 1990年
ANN認定 超闘王列伝
一発あるあるネタの後ろに「キック」「チョップ」「〜攻撃」などの技名をつけて発表するコーナー。このタイトルは、このコーナーのオープニング曲にもなっていた聖飢魔IIが作曲した北尾光司の入場曲『Thunder Storm 〜超闘王列伝〜』より来ている。ネタを読んでいる間のBGMはテレビアニメ「タイガーマスク」オープニング主題歌の「行け! タイガーマスク」。番組では珍しい一発ネタコーナーであり読まれるネタ数が多かったため、一時は番組に届いた葉書の約9割がこのコーナー宛で占められていたこともあったという。
どうするどうなるBaBeの近藤
1990年、二階堂ゆかりの妊娠・結婚により解散したBaBe。BaBe 解散後の近藤智子の身の振り方についてリスナーが投稿するこのコーナーが設けられた。
みんな終わらせてやる
番組終了決定後に作られた最後のコーナー。あの番組の最終回はどういう終わり方をするのか?というネタを募集。タイトルは帝都物語の魔人・加藤保憲の名文句から。1990年4月30日スタート、翌週5月7日に終了というわずか2回のみのコーナーだった。

## 番組出来事
- デーモン小暮のオールナイトニッポン開始前に中島みゆきのオールナイトニッポン最終回にゲスト出演し「引き継ぎ」を行った。それまで閣下は30分以上喋っていたことがないということを不安にして中島みゆきから励まされた[要出典]。
- 投稿ルールに、（1）宛先には「御中」をつける（2）匿名禁止（3）ハガキ職人のことをハガキ力士と呼び、ペンネームという名称は「四股名」に統一というのがあった[12]（「重山太」（おもみやま ふとし）というペンネームのリスナーが、最初に「ペンネーム」の代わりに「四股名」を使ったため、以後「ハガキ力士」と言われるようになったとされている[13]）。特に、匿名希望はそのまま本名を読むならわしがあった。これは第1回放送においてデーモン閣下が発布した当番組の掟である[14]。特に番組開始時は「イロモノ」的な先入観から冷やかしや煽り的な内容の投稿が多く、これを一掃する為に敬意や礼節を欠いた投稿は一切採用しないことを宣言した。
- そのリスナーからの投稿からは『どどどどどどーですか閣下!?』というフレーズが終わりの方に付くものが多かった。また、“すごい”という言葉を逆さ言葉表現にした『ゴイス』という言葉も番組中で流行っていた[15]。
- 当番組が放送されていた当時は、同じオールナイトニッポンでは『ビートたけしのオールナイトニッポン』『とんねるずのオールナイトニッポン』が常に聴取率1位・2位を占めていた時期で、当番組は「聴取率万年3位」と言われていたが、1988年には、聴取率でたけしオールナイトに追い付いたことがあった[16]。
- ラジオ専門雑誌『ラジオパラダイス』（三才ブックス刊）におけるパーソナリティ人気投票に力を入れていた。当時は小森まなみ『mamiのRADIかるコミュニケーション』が根強い人気を誇っており、デーモン閣下はリスナーを煽ってトップに伯仲する。しかし、投票で「デーモン小暮」という投票の他にも、番組アシスタントゲストでもあった「Sgt.ルーク篁III世」や「デーモン＆ルーク」という票が登場するようになったため票が割れてしまう。その現状を見たデーモン閣下は「投票の際は『デモルク』（当時、やはりライバル視されていたコサキンになぞらえた呼称）で投票するように」というお達しを出し、トップの座に輝いた。ちなみに当時、ラジオパラダイス誌上では「悪魔的いい味出してる新聞」という本番組関連の連載コーナーを持っていた。
- 番組内で「ゴジラの鳴き声コンテストで優勝した経験があるのになぜ撮影に呼ばれないのか」と喋ったところ、東宝特撮映画から出演依頼が舞い込み、「ゴジラvsビオランテ」にワンシーン登場することになった。同映画とのタイアップコーナーも登場し、公開直前の1989年12月11日の放送は、銀河スタジオにリスナーや監督を招いての「ゴジラスペシャル」となった[17]。
- 「夜霧の横綱審議会」の決まり手として登場した「ぬらりひょん」が大ウケし、また1988年6月27日放送で届いたはがきに四股名（ペンネーム）として「ぬらりひょん吉」と書かれていたことから、「ぬらりひょん短期大学」の学長として「ぬらりひょん吉」というキャラクターが作られたり、番組本やグッズショップなどでフィーチャーされていた。ぬらりひょん吉は、本番組中では「夜霧の横綱審議会」「1990年大河ドラマ誘致合戦」「栄光のヌラリンピック」「あなたのお名前なんて～の」「あの時君は若かった」などあちこちのコーナーの冒頭で現れていた[18]。
- 放送作家の小泉せつ子が「紅小路 浩（べにこうじ ひろし）」というペンネームで常連格のハガキ力士（ハガキ職人）だったことを、月刊『ラジオパラダイス』1990年8月号（最終号）の特別寄稿の中で小泉本人が明かしている。

### 番組の終了
- 1990年5月にデーモン閣下らはオールナイトニッポンを降板。オールナイトのパーソナリティ交代は通常、3月や9月の改編期や年末年始に行われることが多いが、このケースにおいては5月中旬に行われた。好調な聴取率を記録し、かつ多くのリスナーから支持されつつも3年で終了した。しかし、これに関しては遠因と思われる要素の一つとして、クリスマスソングやバレンタインデーソングなど、いわゆる“神の行事”に関する曲がニッポン放送からの推薦曲（事実上のヘヴィー・ローテーション対象曲）になった時に閣下は悪魔教教祖という立場からこれらの曲を無視して番組中で放送せず、これを1989年末から1990年の頭にかけて続けたことで、1990年3月の放送で「もう3年だから」と肩たたきにあったという番組終了の動きを察知したような発言をしている[19]。
- 2023年3月、デーモン閣下は「オールナイトニッポンPremium」に出演。打ち切りになった時の真相を語っている。
  - 1989年10月、聖飢魔Ⅱ全員でやるラジオ番組を他局で開始したとき、ニッポン放送側から「何も断りなく勝手に他局で番組を始めてもらっては困りますね」と言われ、聖飢魔Ⅱのチーフマネージャーは「なんでいちいち報告する必要があるんだよ」反抗し口喧嘩に発展。Ｍ制作部長から「じゃあこっちは降りてもらう」と宣告され、打ち切りになった[20]。

## 番組の歴史
- 1987年4月6日 第一回放送、最初は閣下一名での喋りだった。「（当時出演自粛中だった）たけしが復帰したらこの番組なんて飛んでしまいますよ」「野村義男（のオールナイトニッポン）の短命記録を更新しないで下さい」などのはがきを紹介。初回から「デーモン小暮のオールナイトニッポンは永遠に仏滅だ」の言葉を残す[21]。
- 1987年5月3日 ゴールデンウィークのため、オールナイトニッポンの時間帯でも交通情報が入っていた。その時の交通情報担当者に閣下が「遊びに行って渋滞にまき込まれている者をどう思う」と振ったところ、担当者「ざまあみろという感じです」というような事を発言する事件が起こる（後に始末書を書かされた等の話が飛び交い「交通情報始末書事件」として番組で話題となった）[22]。
- 1987年中（放送日不明） ゲスト:藤井麗奈、小林あい（AV女優）[23]。
「デーモンさんに会わせてくれたら何でもしちゃうわ」と公言し、これがコーナー化もされていたということからゲスト出演。この時にデーモン閣下&ルーク参謀は、「本人なら自分のあえぎ声が分かるはず」と利きあえぎ声テストなどを行った（その際、ルーク参謀は「（このあえぎ声は）嘘声だな」という発言を残し、この時の浮かれた閣下および参謀の番組進行を聞いて女性リスナーが激減するという事態を招く）[23][24]。
- 1987年（放送日不明） ゲスト:南野陽子
「大徹さん頑張って」という一言を、ラップの形でアレンジされる。
- 1987年6月29日 ゲスト:大徹忠晃
「大徹ラップ」に「大徹です」と本人の声が入ることに。当日が名古屋からの放送だったため、名古屋場所直前のゲスト入りだった。
- 1987年11月 ゲスト:光GENJI
スパゲッティ早食いでライデン湯沢殿下と対決。
- 1988年1月4日 ゲスト:泉谷しげる、沢田研二、渡辺美里[25]。
正月（誤月）スペシャルとしてゲストが多く入る。渡辺美里、プレゼントキーワードとして「車に轢かれて陽気なサザエさん」という言葉を残す[12]。
- 1988年1月25日
札幌市・STVラジオからの放送。1時30分頃からしばらくの間、かなり酔った構成員のエース清水、ライデン湯沢の2名がスタジオトークに加わり、番組の進行を阻害するほどの騒ぎ振りを聴かせた。
- 1988年2月22日
日付が変わって23日が誕生日の前任パーソナリティ・中島みゆきが直前に関東地区で生放送されていた『HITACHI FAN! FUN! TODAY』『ぽっぷん王国』からの流れで最終回以来1年ぶりに登場。
- 1988年3月21日 ゲスト:泉谷しげる
当日はミック・ジャガーの東京公演前日で「ミック・ジャガースペシャル」を行い、ミックとローリング・ストーンズへの思いを泉谷が熱く語り、様々な過激発言を残す[5]。
- 1988年4月4日 ゲスト:伊藤麻衣子、ファンキー末吉（爆風スランプ）
番組一周年記念スペシャル。当初は局に近い銀座のローソン前でチーママをスタジオに連れて来よう、という企画だったが、そこで連れて来られたのが伊藤麻衣子だった[25]。
- 1988年5月16日 ゲスト:UP-BEAT
- 1988年5月23日 ゲスト:二井原実（LOUDNESS）
- 1988年6月20日 ゲスト:泉谷しげる、BaBe、立花理佐、浅香唯
夜霧の横綱審議会スペシャル版として行われた「霊感・ヤマカン・クイズぬらりひょん友の会」。クイズというよりは面白い発言をした者勝ちというもので、ここでも泉谷が“暴走”する[26]。
- 1988年7月4日 オープニングで閣下が、同じくオールナイトニッポン金曜1部を担当していた鴻上尚史の歌による曲『そして伝説へ』（テレビゲーム（任天堂：ファミリーコンピュータ）『ドラゴンクエストIII そして伝説へ…』のエンディング曲に歌詞をつけリリースした曲）を歌う。きっかけは、この曲が発売された週の売り上げが聖飢魔IIの「STAINLESS NIGHT」を上回っていたため、鴻上が自分の番組で閣下をからかったということで、これを受けて閣下が「（鴻上の歌が下手すぎて作曲者の）すぎやまこういちに失礼だろ」と言い返した。なお、これを更に受けて金曜の鴻上尚史は番組内で聖飢魔IIの「STAINLESS NIGHT」を歌い、異例の番組交流が行われた（ちなみに両者とも早稲田大学出身という共通点がある）。なお、この日は閣下の人生幸朗風のボヤキ声のトークから始まった。
この日のゲストは大江千里。閣下が大江のアルバム「1234」にコーラスとして参加していた縁での出演だったという。
- 1988年7月18日 ゲスト:宮原学
ルーク参謀とオカマ声を競う[27]。
- 1988年7月31日 軽井沢で公開録音（この模様は翌日8月1日に放送）。当地の「ぬらりんハウス」で買い物をした先着約300人を招待、「ぬらりひょん吉クイズ」などを行う[28]。
- 1988年8月13日（土曜日深夜） 「夏休みトンデモはねてる放送局・デーモン小暮のオールコンビニエンスストアニッポン」として4時間の生放送。ゲスト:大川豊（大川興業）、CHAKA（PSY・S）
- 1988年9月5日 ゲスト:杉原徹（てつ100%）
てつ100%の曲から1曲かける時に、当時の最新アルバム『Jack In the Box』の中から杉原が『真夏のサンタクロース』を紹介したが、閣下に「なぁ～～にぃ～、サンタクロースだぁ!?」と言われる（本番組中でクリスマス関係＝神の行事に触れる曲をかけることはタブーだったため）が、杉原曰く「あれ?打ち合わせ通りじゃない」。結局この日は同じアルバムの中から『HANDS DOWN～恋のテレポート』をオンエアした。
- 1988年9月19日 ゲスト:奥居香（当時、プリンセス・プリンセス）、CHAKA（PSY・S）[29]
- 1988年10月3日 ゲスト:山下達郎
- 1988年10月17日 当時J-WAVEが開局したことから、同番組をパロディにした英語訛りのDJ風のトークを展開し「N-WAVE YURAKU AVENUE MONDAY（エヌウェーブ・ユーラク・アヴェニュー・マンデイ）」と局非公認で番組名を変えて放送[30]。
- 1988年10月24日 前週からは一転して、「JET STREAM」の城達也風の語りで「有楽ストリート」と番組名を変えて放送（これも局非公認）。なお、翌週10月31日には元に戻っていた[30]。
- 1988年10月31日 ゲスト:渡辺英樹（C-C-B）
- 1988年11月28日 「栄光のヌラリュージョン」 ゲスト:丹波哲郎、菊池桃子
4組の出場者が手品、マジックを披露。4組の中で優勝したのは、後にディレクター、放送作家となる小林順（「ウン小林山」として出場）。中盤では閣下とかつて素人時代にコンビを組んでお笑い番組に出演していた当時の仲間（後にへらちょんぺ、元気いいぞうのそれぞれの芸名で芸人として活動する2人）とが「タオルで遊ぼう」などの演芸を披露、立川真司が鉄道音マネを演じ、後半では丹波による霊界講演会、菊池とのゲストトークが行われた[31]。
この日は閣下、丹波共にワイドショーや新聞社などからの取材を受けていた。番組収録終了後、丹波は自分のかぶっていた霊界の帽子をデーモン閣下に渡すなどしたが、メディアからのインタビューの際、デーモン閣下が延々と丹波口調だったことに気分を害し、帽子を取り上げて帰ってしまったというハプニングもあった。
- 1988年12月5日 ゲスト:西田昌史（EARTHSHAKER）、寺田恵子（SHOW-YA）
当時2人で組んでいたユニット「HIP'S」として出演。寺田は1989年2月6日放送では単独でゲスト出演。
- 1989年1月9日 平成改元後最初の放送だったがデーモン閣下は出演せず、直前の『HITACHI FAN! FUN! TODAY』『ぽっぷん王国』を担当していた元月曜2部パーソナリティの上柳昌彦（当時ニッポン放送アナウンサー）がピンチヒッターを担当した。
上柳は前年末から1月7日（この日の朝に昭和天皇が崩御）までエジプトに旅行に出掛けており、昭和天皇崩御を知ったのはその日の昼に成田空港に帰りの飛行機が着いた後、新元号も空港から自宅に戻った後にテレビで知ったという。
この日は聖飢魔IIのミサの先行電話予約を行う予定だったが、翌週に延期された。
- 1989年2月27日 「月曜オールナイトだよ 歌ってマンボ全員集合!だめだこりゃ」 ゲスト:旗照夫、殿さまキングス
マンボ自慢のリスナー3組が出場し、自作のマンボを披露。後半には殿さまキングスとデーモン閣下、ルーク参謀とのセッションが行われ、閣下が「なみだの操」の替え歌を歌った[32]。
- 1989年4月10日 再び宮原学がゲスト。当日はデーモン閣下が休みだったため、ルーク参謀と2名での放送に[33]。
- 1989年5月8日 第99回目の放送で、この回数の数字とかけて1曲目としてTOTOの「99」を放送。しかし、このレコードが古すぎ途中で音声が飛ぶという放送事故が起こった。その後、それにも懲りず閣下はなんとか「99」をかけようとするネタを数週に渡って続けた。
- 1989年5月15日 第100回記念放送。これまでの名珍場面をテープで振り返る。南野陽子、泉谷しげる（「悪魔のくせに回数を数えるな」などのコメント）、大徹、タモリ（「放送10万回超えて欲しい」などのコメント）、宮路オサム（殿さまキングス）と、本番組の真裏でTBSラジオ「スーパーギャング」のパーソナリティを務めていた渡辺正行からもコメントが寄せられた[24]。
- 1989年6月12日 表向きは「大教典『WORST [極悪集大成盤]』の制作先であったニューヨークからの生放送」という形。“ニューヨークの街角で出会った現地の人をスタジオに連れて来て出演”させ、一緒にトークするというの内容であった。途中、第100回記念放送で放送し切れなかった名場面集を放送。しかし、放送終盤になって閣下たち構成員が電話でニューヨークから生出演、その場で「今までの放送はニューヨークに発つ前に録音していった物であった」（前週6月5日の生放送終了後に収録）ということを告白した。
- 1989年6月19日 「POISONの前でPOISON」（収録）
アメリカのハードロックバンド、ポイズンをゲストに迎え、5組のアマチュアバンドが本人達の前でポイズンの曲を演奏した[34]。
- 1989年6月26日 「悪魔の結婚式」永遠の愛を語る必要のない、上辺だけの悪魔教式の結婚式を行う。
“司祭役”はゼノン石川和尚。ゲスト:南野陽子、サンプラザ中野（電話出演）
- 1989年7月10日 ゲスト:深津絵里、西田昌史（EARTHSHAKER）
- 1989年7月24日 箱根 彫刻の森美術館において生放送。地元の芸者を呼んで、大人のお座敷芸を含めた放送を行う。
- 1989年8月21日 ゲスト:DEAD END（MORRIE、YOU）
- 1989年9月4日 ゲスト:嶋田久作（映画「帝都大戦」の加藤保憲役）
「悪魔の保護団体」コーナー用に「みんな守ってやる」のセリフを残す[9]。
- 1989年9月25日 ゲスト:大川興業、野沢直子、SHAIN'S
リスナーに宴会芸を伝授すると称して、大川興業が替え歌を歌うなどのパフォーマンスが行われた。
- 1989年10月16日 熊本放送からの生放送。ゲスト:ばってん荒川
- 1989年11月13日 閣下の発生日記念放送。ゲスト:今井美樹
- 1989年12月11日 「ゴジラスペシャル」 ゲスト:大森一樹（監督・脚本）、川北紘一（特技監督）、小高恵美（三枝未希役）、薩摩剣八郎（ゴジラスーツアクター）
ゴジラマニア100人が集まり、「銀スタ横断ウルトラクイズ」などが行われる。放送終了後から始発電車が動く時間までは、「ゴジラvsビオランテ」の試写会が行われた[17]。
- 1989年12月18日 「年末恒例バカ騒ぎ・今宵あなたと悪魔の大忘年会」
「夜霧の横綱審議会」「全国カジュアル図鑑」「口説き文句も忘れずに」など各コーナーをスペシャルバージョンで放送。「あの時君は若かった」コーナーではかまやつひろしをゲストに迎える。
- 1990年1月1日 「悪魔の初詣」
前日1989年12月31日に第40回NHK紅白歌合戦に聖飢魔IIが出演したことから、オープニングで「紅白歌手だぞ!」「ただの忙しい土日月だ！」という閣下の発言などがあり、紅白歌合戦の裏話などを披露。リスナーと電話をつないでのトークなどを行う。賽銭箱ならぬ「賽便箱」（さいびんばこ）に入ったリスナーからのはがき（いつものようにスタッフらが下読みして本番で読むはがきを選ぶということをせずに入れたもの）を無作為に引き出して紹介。訪れたリスナー全員に、剃り落とした閣下のヒゲを一本ずつ紙に包んだ“お破り”（人間界で言う所のお守り）がプレゼントされた。
- 1990年3月5日 ゲスト:サンプラザ中野、パッパラー河合（爆風スランプ）
- 1990年3月12日 前の週の放送分で「悪魔で生ラジオ」のコーナーにおいて「どうするどうなる、Babeの近藤」のテーマを取り扱ったところ、当時BaBeが解散直前だった近藤智子が緊急ゲスト出演し、今後の身の振り方を相談する。
- 1990年4月9日 ゲスト:北尾光司（超闘王列伝スペシャル）、風見しんご、西條康彦（ウルトラQ ザ・ムービー 星の伝説スペシャル）[35]。
- 1990年4月16日 ゲスト:松尾貴史（「好色萬声男」にちなんで 萬声スペシャル）[35]、山村貴子（聖飢魔II信者として本番組でも話題になった歌手。デビュー曲「花盗人」をPR）
- 1990年4月30日 東北放送から、本番組最後となる地方局発の放送。
- 1990年5月7日 ゲスト:氏神一番（カブキロックス）
- 1990年5月14日 最終回放送。オープニングは沖縄県の漫湖の話から、大阪弁、福岡県の方言などで女性器を意味する単語を連発し「実はこれらは放送禁止用語になってないんだよな」といった内容のトークとなった。Wink、大川豊、泉谷しげる、大徹、南野陽子、山村貴子、旗照夫、殿さまキングスら、番組中で話題になった人、ゆかりの人からの声のメッセージを紹介。後継パーソナリティの大槻ケンヂがコンサートツアー先から電話出演。これまでの名場面集を放送、「夜霧の横綱審議会」の最終番付を発表。エンディング近くでは、これまでのスタッフ、電話で募集したリスナーからのメッセージを放送、エンディングトークでは、第一回放送にも残した「デーモン小暮のオールナイトニッポンは永遠に仏滅だ」の言葉で最後を締めた。この日、ニッポン放送局舎前には約500人のリスナーが集まり、放送終了後に閣下、参謀があいさつした[36]。

## 番組ノベルティ
- デーモン小暮金太郎飴消しゴム

番組初期のノベルティ。どこを切ってもデーモン小暮のイラストが出てくる金太郎飴のような消しゴムで、番組で読まれたハガキで面白かった度合いに対応して閣下が「●センチ」と決定、切って送付した。どんなに面白いハガキでも2cm以上は出なかったが、事情を知らないゲストゼノン石川が消しゴムの長さを訊ねられた際に「20cm！」と発言したことにより消しゴム20cmがプレゼントされたことがあった。
このノベルティは当番組スタート当時に構成作家を務めていた藤井青銅が考案したものだったが、これは最初の型枠から起こして作ったなどのために、ニッポン放送経理部に消しゴム2本で50万円もの請求が来たために、ディレクターらスタッフはお叱りを受けたという。
- 紋所ステッカー

『入門書倫理調査団』（昔のハウトゥ本や指南書をリスナーに報告してもらうコーナー）において、大分県にある学校の図書館にあった昔のファッション指南書に「今だからこそおしゃれな洋服に家紋・紋所を縫いつけて町に出ましょう」と書いてあったことに喜び、またこれが紹介されたちょうど同じ日にディレクターの中山千彰が中山家の家紋が入ったジャンパーを着ていたことも話題となって作られたノベルティである。黒地に白抜きでコウモリが4匹集まった図柄をしており、のちに聖飢魔IIのグッズショップ『ぬらりんハウス』においても販売された。後に聖飢魔IIのシンボルマークとしても使用されている。

## 番組本
- 10回クイズちがうね カセット版 ― オールナイトニッポン・カセットスペシャル デーモン小暮VS鴻上尚史

本体価格 （発売当時）： 980円
著作 ： ニッポン放送オールナイトニッポン
販売元 ： 扶桑社
サイズ ： 16cm
ISBN ： 4594002285
発行年月 ： 1988年02月
- デーモン小暮の試験に出るぬらりひょん 大学入試シリーズ

本体価格 （発売当時）： 700円
出版 ： ニッポン放送出版
サイズ ： 18cm / 221p
ISBN ： 4-594-00362-1
発行年月 ： 1988年11月
【目次・内容】
- 第1章 偽善ぬらりひょん大相撲(初日~五日)
- 第2章 いい味出してるのコーナー ― 情けない怪物たち
- 第3章 偽善ぬらりひょん大相撲(六～拾日)
- 第4章 ぬらりひょん吉―大河ドラマ誘致合戦
- 第5章 職人気質物語―続いい味出してるのコーナー
- 第6章 偽善ぬらりひょん大相撲(拾壱日～千秋楽)
- 第7章 悪魔広辞苑
- カバーの表紙はデーモン閣下の写真、裏表紙は世界思想社教学社の赤本同様のデザインで「大学入試シリーズ ぬらりひょん短期大学」（'89）と上部に記されたもの。表紙の次のページと裏表紙の前のページには「おめでとうございます！」（表紙の次）、「ありがとうございます」（裏表紙の前）の決め台詞と共にそれぞれ海老一染之助・染太郎の写真が載っている。
- 付録として、紙相撲力士（各自切り抜いて使用する形。みうらじゅんによる、菊池桃子、浅香唯、泉谷しげる、丹波哲郎、橋田壽賀子、立花理佐の各イラスト）が付いている。

## スタッフ
- ディレクター
  - 初代・松村ディレクター - 番組開始決定とともに営業部に異動。
  - 二代目・安岡喜郎 - 大徹ラップジングルを製作。本番組終了の時点では、「ウッチャンナンチャンのオールナイトニッポン」担当およびオールナイトニッポン全曜日全番組をまとめるチーフディレクターとなっていた。
  - 三代目・白井良明 - 飛ばされた原因が『札幌』にある[38]。
  - 四代目・入江太乃士（いりえたのし） - 変わり者。娘の名前を「狸穴（まみあな）」に因んで「狸（まみ）」にしようとした事が発覚、閣下に「親がタノシで娘がタヌキ」と揶揄された[38][39]。
  - 五代目・中山千彰 - 傍若無人なキャラクターで「天誅下してやる!」「許してくださいと言え!」の発言を残す[40]。本番組終了後は「鶴光の噂のゴールデンアワー」担当ディレクターに異動した[41]。
- アシスタントディレクター
  - 初代AD 菅原長一郎
    - 愛称「チョーちゃん」。当時独身。アパートの下の階に引っ越してきたフライトアテンダントと友達になりたいといったことから、それを応援するコーナー「一人暮らしにさせないで」が生まれた[39]。

  - 二代目AD 永山隆二
  - 三代目AD 小林順（のちに株式会社ファイ・副社長）
    - ハガキ力士「ウン小林山」もしくは「ウン小林山改め○○」（『○○』部分はその時々で変更された）。学生ADからラジオディレクターに[42]。
- 放送作家
  - 藤井せいどう（藤井青銅）
  - 笠博勝
  - 野尻靖之

## BGM（フィラー）
CMが無いときに流れる音楽。選曲は番組スタッフが定期的に行っていた。
- 1987年

（調査中）
- 1988年

Spyro Gyraの「Stories Without Words」収録曲
Cayo Hueso
Serpentine Shelly
Early Light
Nu Sungo
Joy ride
Chrysalis
5月～6月には「ステンレスナイト」のインストゥルメンタルが使用された時期がある。
7月には鴻上尚史の「そして伝説へ」のインストゥルメンタルが使用された時期がある。
- 1989年

ケニー・Gの「Reflections」収録曲
Against Doctor's Orders（演奏開始から1:11以降）
Tradewinds
Silhouette（演奏開始から0:17以降）
All in One Night
Summer Song
Pastel
鏡五郎の息子の「Jr.からの手紙」のインストゥルメンタルが使用された時期がある。
- 1990年

細野晴臣の「omniSightSeeing」収録曲
ANDADURA　…　男声の「ラララー」
CARAVAN
PLEOCENE
LAUGH-GAS
OHENRO-SAN
KORENDOR　…　カエルの鳴き声とピアノ

## 歴代エンディングテーマ曲
- 秘密の花園 （第三教典「地獄より愛をこめて」より）
- 地獄への階段（完結編） （小教典「1999 SECRET OBJECT」のB面（カップリング曲）、大教典では第八教典「愛と虐殺の日々 [歴代小教典大全]」に収録）
- NEVER ENDING DARKNESS （第四教典「BIG TIME CHANGES」より）
- THE OUTER MISSION （第五教典「THE OUTER MISSION」より）
- 白い奇蹟
- 縁（えにし） （デーモン小暮閣下が「小暮伝衛門」名義で発売したアルバム「好色萬声男」より）
- BAD AGAIN 〜美しき反逆〜 （1990年5月14日の最終回当日のみエンディングで流れる）